# Rover Group
Rover Group Plc. bylo jméno britského holdingu, který byl před rokem 1986 znám jako výrobce motorových vozidel British Leyland (BL). British Leyland byl od roku 1975 státním podnikem. Holding byl mateřskou společností pro společnosti Austin Rover Group (značky Austin, Rover, Mini a MG), Land Rover Group a výrobce nákladních vozů Freight Rover a Leyland Trucks.
Rover Group byla vlastněna British Aerospace (BAe) od roku 1988 do roku 1994, kdy BAe rozprodal zbývající části holdingu německé společnosti BMW. Skupina byla dále rozdělena v roce 2000, kdy divizi Land Rover získal Ford a značky Rover a MG byly dále vyráběny mnohem menší společností MG Rover Group až do roku 2005. Vlastnictví původních značek holdingu Rover Group je v současné době rozdělen mezi BMW (Mini), čínský SAIC (MG, Morris, Austin, Wolseley, Riley atd.) a indický Tata Motors (Land Rover a Rover). SAIC Motor v současné době vyrábí modely MG3, MG6, crossover MG GS, MG5, MG350, MG550 a MG750. MG Motor ve Velké Británii (dceřiná společnost SAIC) vyrábí vozy MG3, MG6 a MG GS pro britský trh v bývalé továrně Rover Group v Longbridge v Birminghamu a jsou ve Spojeném království distribuována prostřednictvím dealerské sítě, která má více než 50 prodejních míst.